# 堀川桃香
堀川桃香（日语：／ Horikawa Momoka，2003年7月10日—），日本女子速度滑冰运动员，2023年世界速度滑冰锦标赛女子团体追逐赛银牌得主、2024年四大洲速度滑冰锦标赛女子团体追逐赛银牌得主、2024年世界单程距离速度滑冰锦标赛女子团体追逐赛铜牌得主。